# 航空母艦與兩棲艦艇旗艦司令
航空母艦與兩棲艦艇旗艦司令（英語：Flag Officer, Carriers and Amphibious Ships）是英國皇家海軍一個存在於1970年至1979年的高級軍官職位。

## 概述
航空母艦與兩棲艦艇旗艦司令由英國國防大臣提名，經過女王會同樞密院之同意後，由英國首相任命。航空母艦與兩棲艦艇旗艦司令的任期沒有限制，不過通常為一到四年。
航空母艦與兩棲艦艇旗艦司令的職務內容必須向其上級軍官：艦隊總司令報告。 
航空母艦與兩棲艦艇旗艦司令於1979年12月更名為第三區艦隊旗艦司令。

## 歷任司令
歷任航空母艦與兩棲艦艇旗艦司令如下：
海軍少將邁克爾·費爾：1970年7月。 
海軍少將約翰·崔切爾：1970年7月至1972年5月。
海軍中將雷蒙德·萊戈：1972年5月至1974年1月。
海軍少將德斯蒙德·卡西迪：1974年1月至1975年5月。 
海軍中將詹姆斯·埃伯勒：1975年5月至1977年3月。 
海軍中將威廉·斯塔維利：1977年3月至1978年7月。 
海軍少將彼得·赫伯特：1978年7月至1979年7月。